# Fundación Musk
La Musk Foundation es una organización filantrópica privada fundada en 2002 por Elon Musk, empresario, ingeniero y fundador de compañías como SpaceX, Tesla, Neuralink y The Boring Company. La fundación canaliza los esfuerzos filantrópicos de Musk, enfocándose principalmente en áreas como la educación científica, la salud pediátrica, la transición hacia energías renovables y la investigación en inteligencia artificial segura.

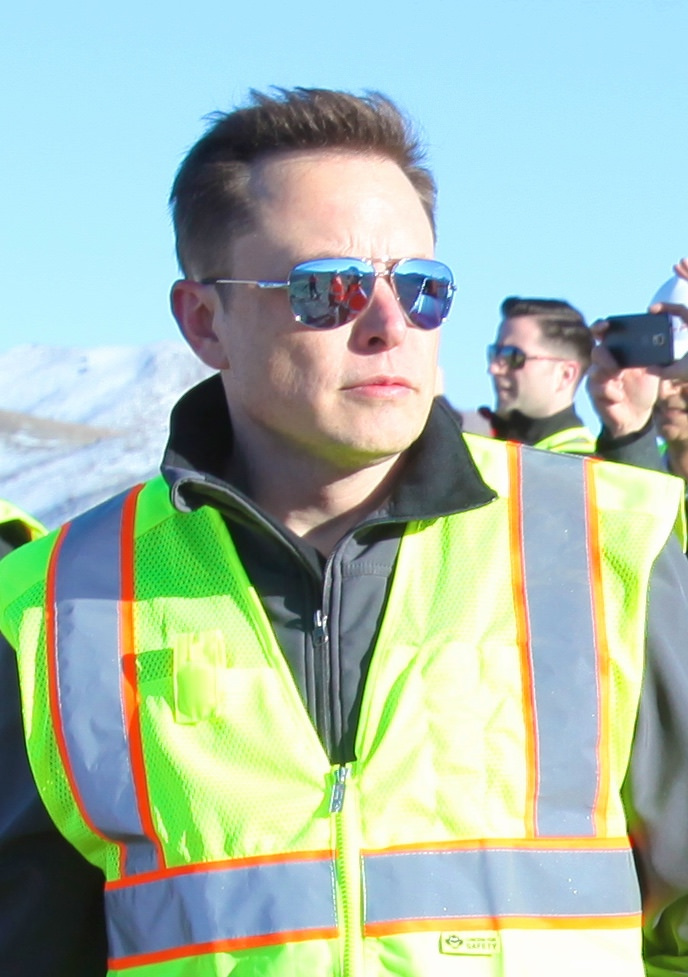
Elon Musk

## Historia
La Musk Foundation fue establecida por Elon Musk con el objetivo de apoyar causas relacionadas con la mejora de la calidad de vida humana y el futuro sostenible de la humanidad. A lo largo de su historia, la fundación ha financiado proyectos, organizaciones y programas enfocados en el acceso a la educación en ciencia y tecnología, sistemas de energía limpia, desarrollo de tecnologías sostenibles, y la investigación médica.
Durante sus primeros años, la fundación mantuvo un perfil discreto, con donaciones selectivas y acciones puntuales. Con el crecimiento de la fortuna de Musk y el interés público en su figura, las actividades de la fundación adquirieron mayor visibilidad, especialmente a partir de la década de 2010.

## Objetivos
La Musk Foundation centra su labor filantrópica en los siguientes ámbitos:
- Educación científica y tecnológica: Apoyo a programas educativos, becas y organizaciones dedicadas a promover la enseñanza y el acceso a la ciencia, la tecnología, la ingeniería y las matemáticas (STEM).
- Salud pediátrica: Financiamiento de proyectos relacionados con el bienestar y tratamiento médico de niños, incluyendo hospitales y centros de atención pediátrica.
- Energía limpia y sostenible: Promoción y respaldo de iniciativas orientadas a la adopción de energías renovables y tecnologías que reduzcan la dependencia de combustibles fósiles.
- Investigación en inteligencia artificial segura: Apoyo a organizaciones dedicadas a estudiar y mitigar los riesgos asociados al desarrollo de sistemas de inteligencia artificial avanzada.

## Actividades y donaciones destacadas
- En 2012, la fundación realizó una donación significativa al Future of Life Institute, organización dedicada a investigar los riesgos existenciales para la humanidad, incluyendo los relacionados con la inteligencia artificial.
- En 2014, Musk comprometió una donación de U$10 millones al mismo instituto, destinada a promover la investigación en inteligencia artificial segura.
- En 2020, Elon Musk anunció a través de Twitter una convocatoria abierta para realizar donaciones destinadas a proyectos de captura de carbono, como parte de su interés por combatir el cambio climático. Ese mismo año, la fundación realizó donaciones relacionadas con el alivio de la pandemia de COVID-19, incluyendo suministros médicos y apoyo a comunidades vulnerables.
- La fundación también ha contribuido con fondos a organizaciones educativas y programas de investigación médica pediátrica, si bien mantiene confidencialidad sobre muchos de los proyectos que apoya.

## Estructura
Elon Musk ocupa el cargo de presidente de la Musk Foundation. La organización tiene un pequeño equipo administrativo y no cuenta con una estructura pública compleja ni una junta directiva divulgada.